# Ikushima Hanroku
Ikushima Hanroku(井島半六) foi um ator de kabuki conhecido por ter assassinado o criador da linhagem de atores Ichikawa, e também ator de kabuki, Ichikawa Danjuro I.

## Vida e carreira
Ikushima Hanroku foi um ator de kabuki que viveu em Edo, estando ativo desde o final da era Jokyo até a era Genroku. Não possuía grande fama, mas era conhecido por ter habilidade considerável, e em 1701 foi classificado como naka no joMédio alto (中の上) na categoria de especializados em papéis masculinos, no ranking Edo HyobankiPessoas notáveis de Edo (江戸評判記), uma lista que classificava atores. O primeiro registro de seu nome foi em uma apresentação no palácio de um daimyo, no ano de 1687. No ano de 1704, quando estava participando da peça Watamashi Junidan, no teatro Ichimura-za, Hanroku esfaqueou até a morte o famoso ator Ichikawa Danjuro em seu camarim.
Não se sabe ao certo o que levou Hanroku a cometer tal crime, mas acredita-se que ele fora motivado por inveja, ou devido ao fato de que seu filho era aprendiz de Danjuro. O filho de Hanroku se chamava Ikushima Zenjiro, e havia trocado seu nome para Ichikawa Zenjiro ao destacar-se como um dos aprendizes de Danjuro. Diz-se que Hanroku era um homem de caráter maldoso, e Danjuro lhe dera alguns conselhos aos quais ele não prestou atenção. Então, Danjuro tornou-se indiferente ao filho de Hanroku, situação que o irritou, levando-o a assassinar Danjuro.
A morte de Danjuro ocorreu em 24 de março de 1704. Hanroku conseguiu escapar do local do crime, mas foi preso no mesmo dia e executado em 6 de maio de 1704.